# Педро III (король Арагона)
Педро III (исп. Pedro III el Grande, кат. Pere III el Gran; 1240[…], Валенсия — 11 ноября 1285[…], Вильафранка-дель-Пенедес) — король Арагона и Валенсии, граф Барселоны с 27 июля 1276 года, король Сицилии (под именем Педро I) с 4 сентября 1282 года. Представитель Арагонского дома. Сын Хайме I Завоевателя, короля Арагона, Валенсии и Майорки, графа Барселоны, и его второй жены Иоланды Венгерской.

## Первые годы царствования
В молодости Педро принимал участие в войнах отца против мавров ал-Андалуса.
13 июня 1262 года Педро женился на Констанции, дочери сицилийского короля Манфреда Штауфена.
В 1276 году наследовал отцу в Арагоне, Валенсии и Каталонии. На базе Балеарских островов и южнофранцузских графств Монпелье и Руссильон, также принадлежавших Арагонскому дому, было создано королевство Майорка, переданное Хайме II Майоркскому — второму сыну Хайме I Завоевателя.
В ноябре 1276 года Педро III короновался в Сарагосе, отказавшись от принесения вассальной присяги папе (его дед Педро II и отец Хайме I были вассалами Святого Престола) и заложив тем самым семена конфликта с папством.

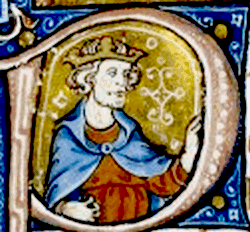
Король Арагона Педро III на миниатюре

Первые годы царствования Педро III был вынужден воевать с недовольными вассалами. Хайме I, воспользовавшись конфликтом вокруг наследства графства Урхель, оккупировал большую часть этого графства. Педро III унаследовал от отца Урхель и вскоре столкнулся с сыном последнего графа Арменголем X. В 1278 году Педро III вернул Арменголю X его владения в Урхеле, а граф признал сюзеренитет короля.
В 1280 году против короля восстала каталонская знать, требующая от короля немедленного созыва местных кортесов и подтверждения прежних вольностей — фуэрос. Педро III осадил мятежников в Балагере и через месяц вынудил их капитулировать. Большинство мятежников были арестованы, но вскоре амнистированы, а глава мятежа Рожер-Беренгарий III де Фуа провел в заключении четыре года.

## Африканская кампания
В 1277 году тунисский халиф Абу Юсуф Якуб отказался от принесения вассальной присяги. Педро III направил в Тунис военную экспедицию в 1280 году, а в 1281—1282 годах король собрал флот из 140 кораблей, чтобы самолично покарать правителя из династии Хафсидов. В 1282 году Педро III взял алжирский город Алькойль и превратил его в базу для дальнейшего завоевания Северной Африки. Но начавшееся на Сицилии восстание против Карла I Анжуйского (Сицилийская вечерня) заставило Педро III изменить планы.

## Сицилийская вечерня и война с Карлом I Анжуйским
Жители Сицилии, завоеванной Карлом I Анжуйским в 1266 году, давно проявляли недовольство оккупационным французским режимом. Карл I Анжуйский, в отличие от предыдущих сицилийских королей Отвилей и Гогенштауфенов, управлял страной из Неаполя, не уделял внимания нуждам острова, а его наместники и вассалы занимались грабежами и насилиями.

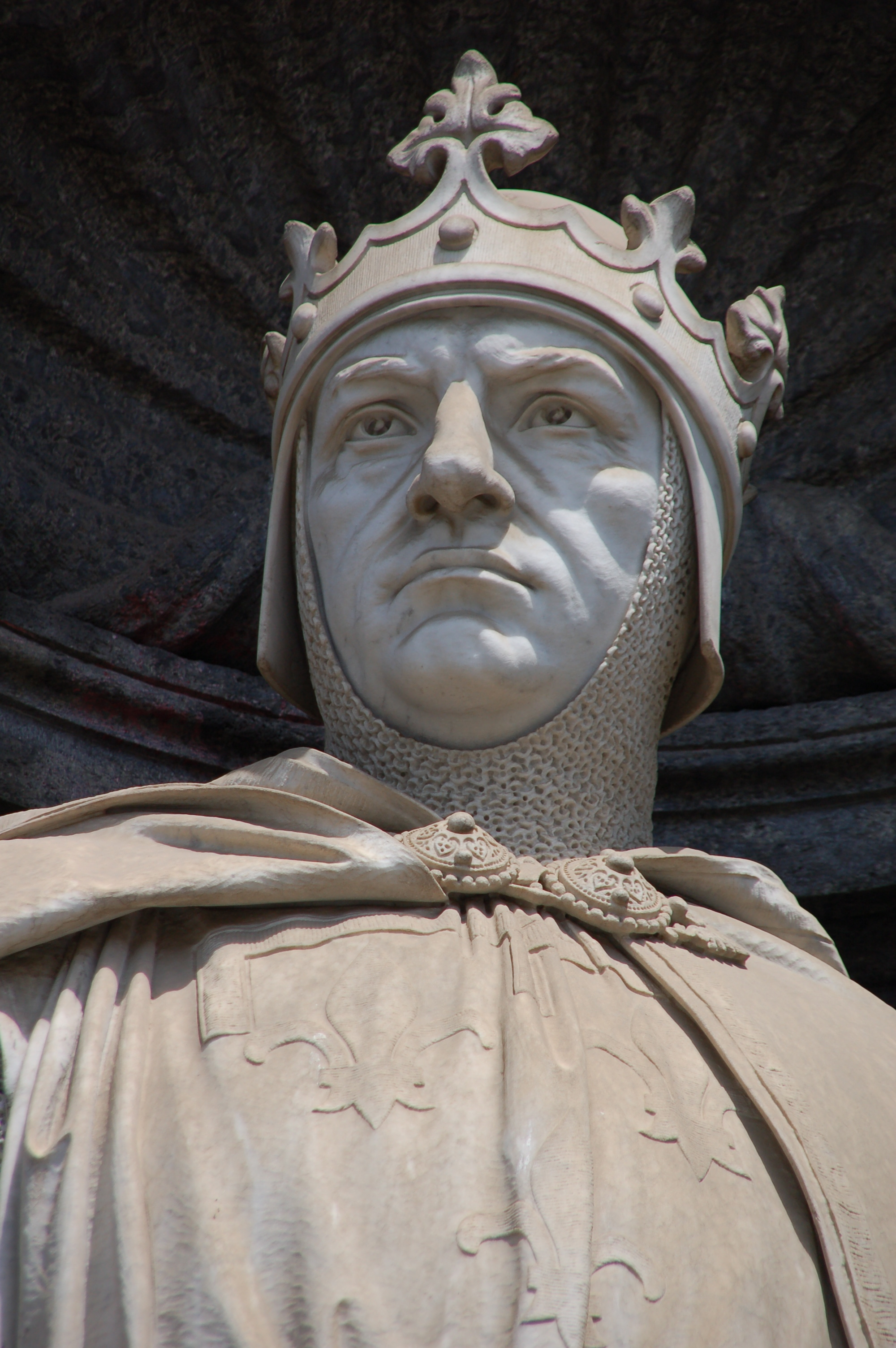
Король Сицилии и граф Прованса Карл Анжуйский

Недовольные сицилийцы сплотились вокруг графа Джованни Прочиды, который после 1268 года был вынужден бежать из страны и посетил Византию, Рим и Арагон, умоляя о поддержке сицилийского освободительного движения. Папа Римский Николай III, обеспокоенный необычайным усилением своего номинального вассала Карла I Анжуйского, одобрил планы Прочиды. Император Михаил VIII Палеолог, против которого Карл I Анжуйский готовил поход, оказал сицилийцам значительную финансовую помощь. Педро III, как зять последнего Гогенштауфена имевший права на корону Сицилии, также был готов вступить в борьбу за остров. Многие исследователи считают, что африканский поход Педро III был поводом для укрепления флота и армии для последующей высадки в Сицилии.
29 марта 1282 года в Палермо началось восстание против французов — Сицилийская вечерня. Восстание вскоре охватило весь остров, французы были перебиты. Карл I Анжуйский, собиравшийся начать войну против Византии, был вынужден изменить планы и высадился в Мессине, осадив её с моря и суши. Восставшие направили делегацию в Алькойль, умоляя Педро III принять корону Сицилии и защитить её от Карла I Анжуйского. Педро III, по всей видимости готовый к такому повороту событий, согласился. 30 августа 1282 года он высадился в Трапани, по пути в Палермо сицилийцы приветствовали его, и уже 4 сентября 1282 года он короновался в Палермо как король Сицилии (Педро I).
18 ноября 1282 года папа Мартин IV, настроенный профранцузски в отличие от Николая III, отлучил Педро III от Церкви. Под анафему подпал и новый византийский император Андроник II Палеолог, вместе с отцом незримо стоявший за сицилийскими событиями, что означало конец недолговечной Лионской унии.
В сентябре — октябре 1282 года Педро взял под свой контроль всю Сицилию, а Карл I Анжуйский был вынужден снять осаду с Мессины и отплыть на континент. В последующие месяцы сицилийский флот под командованием Руджеро ди Лауриа несколько раз разбивал неаполитанцев, а к февралю 1283 года Педро III занял значительную часть побережья Калабрии.
Карл I Анжуйский был вынужден покинуть Неаполь и отправиться в Прованс, чтобы собрать там новые флот и армию. Наместником Карла в Неаполе остался его сын — будущий Карл II. В июне 1284 года сицилийцы во главе с Рожером де Лориа притворным отступлением выманили неаполитанский флот из Салерно и наголову разбили его. Будущий Карл II попал в плен и был спасен от казни только вмешательством Констанции, жены Педро III. Сам Педро находился в это время в Арагоне, где столкнулся с невиданным доселе сопротивлением знати.

## Борьба с Унией. Генеральные привилегии
Конфликт с Карлом I Анжуйским и надвигающаяся война с Францией вынудили Педро III в 1283 году созвать кортесы в Таррагоне, чтобы получить поддержку знати и городов. Вместо этого кортесы обвинили короля в том, что он неосмотрительно начал рискованную войну и отягощает страну незаконными поборами. Педро III высокомерно отверг критику кортесов. В ответ представители знати и городов образовали Унию — союз для защиты традиционных вольностей — фуэрос. Новые кортесы в Сарагосе вновь потребовали от короля подтверждения фуэрос. Педро III, теперь нуждающийся в поддержке своих подданных, уступил.
Итогом кортесов в Сарагосе стало подписание Педро III Privilegio General — Генеральных привилегий. Этот документ имел основополагающее значение для Арагона в течение последующих четырех царствований, вплоть до правления Педро IV Церемонного.
Генеральными привилегиями была усилена власть хустисьи — судьи-посредника между королём и Унией. По всем спорным вопросам решение хустисьи было обязательным. Король обязался созывать кортесы не реже одного раза в год и советоваться с ними по всем текущим делам. В королевский совет были введены представители всех трех сословий, без одобрения этого совета король не мог ни объявлять войну, ни заключать мир. Все введенные Педро III налоги были упразднены, введение новых налогов без согласия совета и кортесов не допускалось.

## Крестовый поход против Педро III

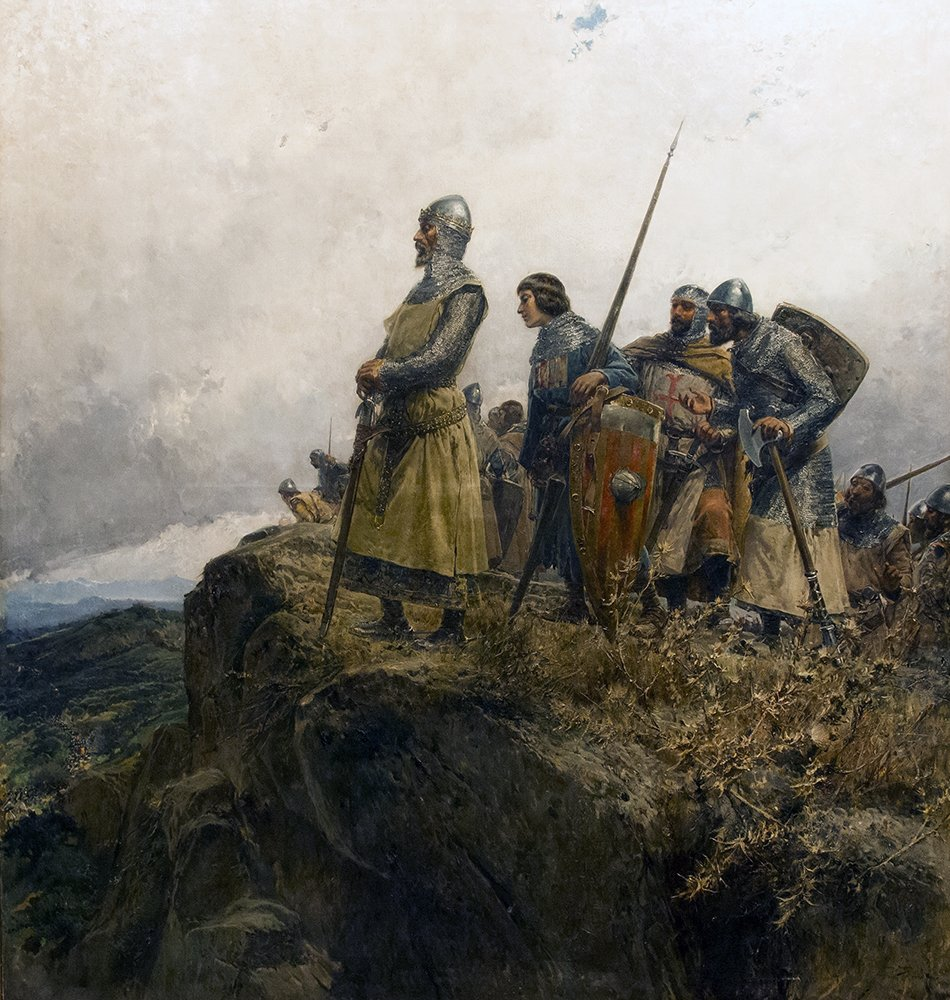
Король Педро III в Паниссарском проходе

Отлучение Педро III от Церкви автоматически делало его изгоем среди европейских монархов и освобождало его подданных от присяги. Первым это дал почувствовать родной брат Педро III — Хайме II (король Мальорки). В 1283 году он признал французского короля Филиппа III Смелого сеньором графства Монпелье, а также разрешил французским армии и флоту свободный проход через Руссильон.

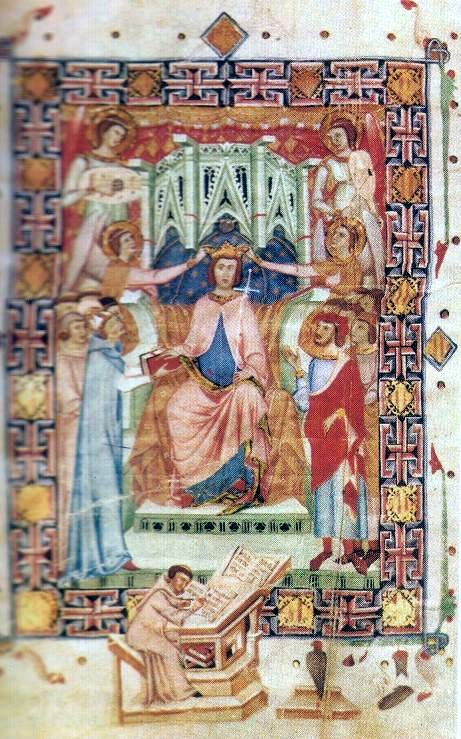
Король Мальорки Хайме II

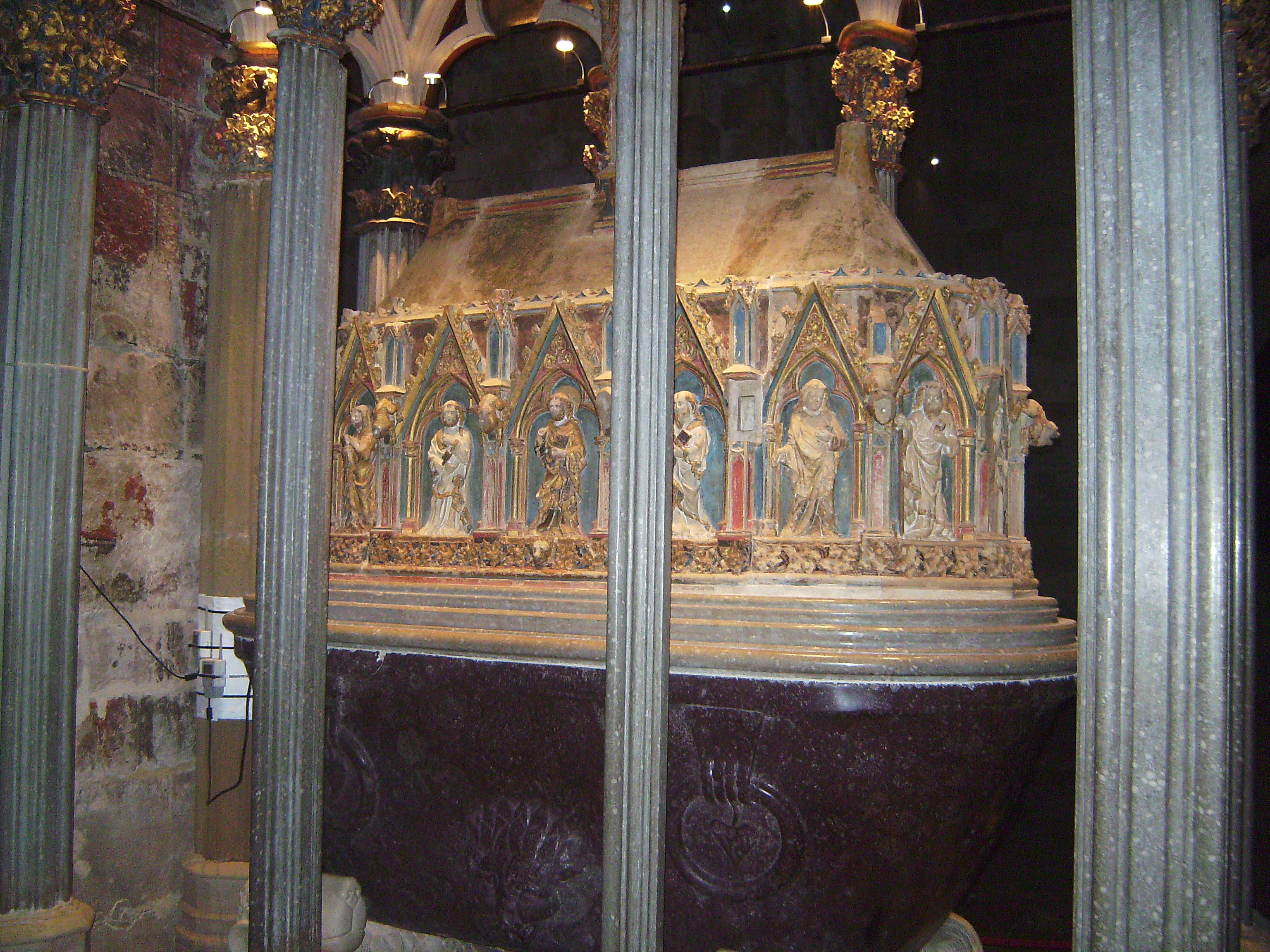
Надгробие Педро III в монастыре Сантес-Креус

В мае 1284 года папа Мартин IV объявил о низложении Педро III и предоставил арагонскую корону Карлу Валуа, второму сыну Филиппа III Французского (Карл Валуа приходился по своей матери Изабелле Арагонской племянником Педро III). Поскольку Педро III не собирался подчиняться вердикту папы и не отказывался от арагонской и сицилийской корон, Мартин IV объявил против короля крестовый поход.
В 1284 году армия Филиппа III и Карла Валуа, пройдя Руссильон и перевалив Пиренеи, вторглась в Каталонию В 1285 году французы после долгой осады взяли Жерону — первый крупный город Каталонии. Здесь папский легат короновал Карла Валуа в качестве короля Арагона. Поскольку далеко не все вассалы поддержали Педро III, его положение было критическим. Но вскоре ход войны изменился: сицилийский флот под командованием Рожера де Лориа разбил французов, что лишило Филиппа III возможности получать подкрепления и продовольствие из Франции, а в лагере самой французской армии началась эпидемия дизентерии.
Французы просили у Педро III перемирия, чтобы иметь возможности отступить за Пиренеи. Но Педро III отказал в перемирии и устроил врагам засаду у перевала Паниссар (Panissars), в которой французы были разбиты. 5 октября 1285 года Филипп III умер в Перпиньяне, его сын Филипп IV Красивый предпочел прекратить боевые действия. Теперь уже Педро III перешел Пиренеи и занял Руссильон, его брат Хайме II Майоркский вновь признал себя вассалом Арагона и, боясь брата, бежал под защиту французов в Нарбонн. Педро III начал подготовку к экспедиции на Майорку, но во время её подготовки умер 2 (или 11) ноября 1285 года.
К моменту смерти Педро III опасность, грозившая Арагонскому дому, исчезла. Король Франции Филипп III Смелый умер, его сын - преемник Филипп IV, прагматичный политик, отказался продолжать авантюрный крестовый поход. 7 января 1285 года умер и Карл I Анжуйский, а его сын Карл II, хоть и провозглашенный в Неаполе королём, находился с 1284 года в арагонском плену.

## Педро III — король-трубадур
Педро III, помимо политических и военных талантов, обладал еще и поэтическим даром. Он не только покровительствовал трубадурам, но и сам был поэтом. Известно два его стихотворных произведения. Неожиданным образом этот дар Педро III нашел отражение в «Божественной комедии». Данте изобразил Педро III и его заклятого врага Карла I Анжуйского согласно поющими у врат Чистилища.

## Семья и дети
Педро III был женат с 13 июня 1262 года на Констанции, дочери Манфреда Гогенштауфена (1232 — 26 февраля 1266), короля Сицилии. 
От этого поистине венценосного брака родилось четверо сыновей (из которых трое были королями) и две дочери (обе королевы):
- Альфонсо III (1265 — 18 июля 1291), король Арагона с 1285 года
- Хайме (10 августа 1267 — 2 ноября 1327), король Сицилии (Хайме I) в 1285—1295, король Арагона (Хайме II) с 1291 года.
- Федериго II (13 декабря 1272 — 25 июля 1337), король Сицилии с 1295 года.
- Педро (1275 — 25 августа 1296)
- Святая Изабелла Португальская (1271—1336) — жена короля Португалии Диниша, канонизирована Римско-Католической Церковью в 1625 году.
- Иоланда (1273—1302) — жена Роберта, короля Неаполя.

## Итоги царствования

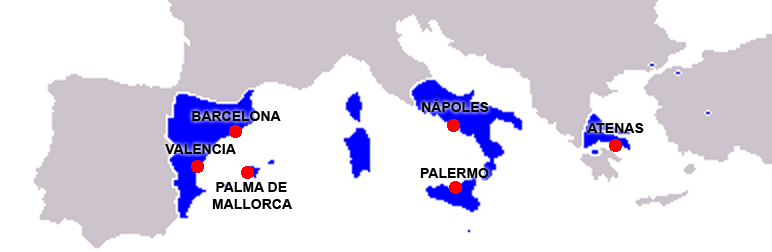

Относительно короткое царствование Педро III во многих отношениях стало переломным в истории Европы и Средиземноморья.
Педро III стал первым королём после Гогенштауфенов открыто противостоявшим папству, отказавшимся признать сюзеренитет пап и победившим в этой борьбе.
Педро III, оказавшись в сложной внешнеполитической ситуации, был вынужден уступить Унии — союзу арагонской, валенсийской и каталонской знати, направленному на защиту фуэрос против короля. Преемники Педро III получили из его рук ограниченную кортесами и Унией власть. Сломить Унию и повернуть арагонскую историю в сторону абсолютизма удалось после ожесточенной борьбы только четвертому преемнику Педро III — Педро IV Церемонному, правившему в 1336—1387 годах.
Педро III, вмешавшись в борьбу сицилийцев против Карла I Анжуйского, добился распада могущественного Сицилийского королевства. Этого не удалось достичь ни Византии, ни папству, ни Священной Римской империи. После Педро III гегемония на Средиземноморье постепенно перешла от Анжуйской династии к Арагонскому дому. Преемникам Педро III удалось в течение XIV века присоединить к своим владениям Сардинию, Корсику, Афины, а в XV веке и Неаполь.
Разгром Педро III Карла I Анжуйского спас Византию от повторения Четвертого крестового похода и позволил ей продлить существование еще на полтора века. Одновременно конфликт Арагонского и Анжуйского домов объективно отвлек Европу от внимания к Восточному Средиземноморью, что привело к скорому падению последних анклавов, удерживаемых крестоносцами на Востоке.
Педро III, а по его следам и его преемники, для сохранения контроля над Сицилией были вынуждены сделать ряд уступок сицилийской знати. В итоге сильное централизованное государство Отвилей и Гогенштауфенов уступило место слабой раздираемой усобицами монархии.

## В культуре
- Король упоминается в одной из новелл «Декамерона» (X, 7): Король Пьетро, узнав о страстной любви к нему больной Лизы, утешает её, выдает её впоследствии за родовитого юношу и, поцеловав её в лоб, навсегда потом зовет себя её рыцарем